# 2023 en basket-ball
| Années du basket-ball : 2020 - 2021 - 2022 - 2023 - 2024 - 2025 - 2026    |
| Décennies du basket-ball : 1990 - 2000 - 2010 - 2020 - 2030 - 2040 - 2050 |

Les faits marquants de l'année 2023 en basket-ball.

## Événements

### Février
- 17 février 2023 au 19 février : 72e édition du NBA All-Star Game, à Salt Lake City (Utah).

### Avril
- Du 15 avril au 18 juin : Playoffs NBA 2023
- 22 avril : 
  - Basket Landes remporte la Coupe de France féminine pour la 2e année consécutive après s'être imposé en finale face à  LDLC ASVEL sur le score de 71 à 64.
  - L'AS Monaco décroche sa 1er Coupe de France de l'histoire en battant  l'équipe de Lyon-Villeurbanne sur le score de 90 à 70.

### Juin
- Du 9 au 20 juin : Tournois masculin et féminin des Championnats du monde de basket-ball en fauteuil roulant 2022, qui devaient se dérouler à Dubaï (Émirats arabes unis) en novembre 2022 mais reportés en raison de la tenue de la Coupe du monde de football 2022 au Qatar voisin.
- Du 15 au 25 juin :  39e édition du championnat d'Europe féminin de Basket-ball en Israël et en Slovénie.

### Août
- Du 11 au 19 juin : Tournois masculin et féminin des Championnats d'Europe de basket-ball en fauteuil roulant 2023, qui se déroulent à Rotterdam (Pays-Bas) dans le cadre des Jeux européens handisports.
- Du 25 août au 19 septembre : 19e édition de la Coupe du monde de Basket-ball en Indonésie, au Japon et aux Philippines.

## Palmarès des sélections nationales

### Basket-ball à 5
| Lieu                    | Compétition                             | Médaille d'or, Coupe du Monde | Médaille d'argent, Coupe du Monde | Médaille de bronze, Coupe du Monde |
| Compétitions masculines | Compétitions masculines                 | Compétitions masculines       | Compétitions masculines           | Compétitions masculines            |
| ----------------------- | --------------------------------------- | ----------------------------- | --------------------------------- | ---------------------------------- |
| /                       | Coupe du monde                          | Allemagne                     | Serbie                            | Canada                             |
|                         | Championnat du monde de basket fauteuil | États-Unis                    | Grande-Bretagne                   | Iran                               |
|                         | Championnat d’Europe de basket fauteuil | Grande-Bretagne               | Espagne                           | Pays-Bas                           |
|                         | Championnat d’Europe U20                | France                        | Israël                            | Grèce                              |
|                         | Coupe du monde U19                      | Espagne                       | France                            | Turquie                            |
|                         | Championnat d’Europe U18                | Serbie                        | Espagne                           | Allemagne                          |
|                         | Championnat d’Europe U16                | Espagne                       | Italie                            | France                             |
| Compétitions féminines  |                                         |                               |                                   |                                    |
| /                       | Championnat d’Europe                    | Belgique                      | Espagne                           | France                             |
|                         | Championnat du monde de basket fauteuil | Pays-Bas                      | Chine                             | États-Unis                         |
|                         | Championnat d’Europe de basket fauteuil | Pays-Bas                      | Grande-Bretagne                   | Espagne                            |
|                         | Championnat d’Europe U20                | France                        | Lettonie                          | Espagne                            |
|                         | Coupe du monde U19                      | États-Unis                    | Espagne                           | Canada                             |
|                         | Championnat d’Europe U18                | Slovénie                      | France                            | Espagne                            |
|                         | Championnat d’Europe U16                | France                        | Espagne                           | Italie                             |

## Palmarès des clubs

### Compétitions masculines

#### Compétitions continentales
| Zone                         | Compétition                  | Vainqueur                    | Finaliste                    | Résultat                     |
| Compétitions internationales | Compétitions internationales | Compétitions internationales | Compétitions internationales | Compétitions internationales |
| ---------------------------- | ---------------------------- | ---------------------------- | ---------------------------- | ---------------------------- |
| Europe                       | Euroligue (C1)               | Real Madrid                  | Olympiakós Le Pirée          | 79–78                        |
| Europe                       | EuroCoupe (C2)               | Gran Canaria                 | Türk Telekomspor             | 71–67                        |
| Europe                       | Ligue des champions (C3)     | Telekom Baskets Bonn         | Hapoël Jérusalem             | 77–70                        |
| Europe                       | FIBA EuropeCup (C4)          | KK Włocławek                 | Cholet Basket                | 161–155 (*81–77, 80–*78)     |

### Compétitions féminines

#### Compétitions continentales
| Zone   | Compétition    | Vainqueur           | Finaliste            | Résultat                 |
| ------ | -------------- | ------------------- | -------------------- | ------------------------ |
| Europe | Euroligue (C1) | Fenerbahçe İstanbul | ÇBK Mersin           | 99–60                    |
| Europe | Eurocoupe (C2) | ASVEL Lyon          | Galatasaray İstanbul | 180–113 (*95–56, 85–*57) |

#### Compétitions régionales
| Zone              | Compétition      | Vainqueur              | Finaliste                | Résultat |
| ----------------- | ---------------- | ---------------------- | ------------------------ | -------- |
| Pays baltes       | Ligue baltique   | TTT Riga               | Kibirkštis Vilnius       | 69–68    |
| Europe de l'Est   | EWBL             | Levharti Chomutov (cs) | Klaipėdos Neptūnas       | 77–73    |
| Europe du Sud-Est | Ligue adriatique | ŽKK Cinkarna Celje     | KK Budućnost Podgorica   | 66–64    |
| Albanie/Kosovo    | Liga Unike       | BK Partizani Tirana    | BC Flamurtari Vlorë (en) | 72–61    |

#### Championnats nationales
| Pays     | Compétition                       | Vainqueur                          | Finaliste                       | Résultat    |
| Europe   | Europe                            | Europe                             | Europe                          | Europe      |
| -------- | --------------------------------- | ---------------------------------- | ------------------------------- | ----------- |
|          | Championnat d’Albanie             | BC Flamurtari Vlorë (en)           | BK Partizani Tirana             | [3–1]       |
|          | Championnat d’Arménie             | Les Foxes Erevan                   | Hatis Erevan                    | championnat |
|          | Championnat d’Allemagne           | Rutronik Stars Keltern (de)        | TK Hanovre (de)                 | [3–0]       |
|          | Championnat d’Autriche            | BK Duchess Klosterneuburg (de)     | UBI Graz                        | [3–0]       |
|          | Championnat de Belgique           | Kangoeroes Basket Malines          | Royal Castors Braine            | [2–0]       |
|          | Championnat de Biélorussie        | Horizont Minsk                     | Olimpia Grodno                  | [3–0]       |
|          | Championnat de Bosnie-Herzégovine | ŽKK Orlovi Banja Luka (sr)         | ŽKK RMU Banovići                | [3–0]       |
|          | Championnat de Bulgarie           | BK Beroe Stara Zagora              | BK Montana 2003 (bg)            | [3–0]       |
|          | Championnat de Chypre             | AEL Limassol                       | Anayénnisi Yermasóyias (el)     | [3–0]       |
|          | Championnat de Croatie            | PGM Ragusa Dubrovnik               | ŽKK Trešnjevka 2009 Zagreb (en) | [3–0]       |
|          | Championnat du Danemark           | AKS Falcon Copenhague              | BMS Herlev                      | [3–0]       |
|          | Liga Femenina de Baloncesto       | Valence BC                         | CB Avenida Salamanque           | [2–0]       |
|          | Championnat d’Estonie             | TalTech Tallinn                    | Audentes Tallinn                | 98–40       |
|          | Championnat de Finlande           | Kotka Peli-Karhut                  | Torpan Pojat Helsinki           | [3–0]       |
|          | Ligue féminine de basket          | ASVEL Lyon                         | ESB Villeneuve-d’Ascq           | [2–1]       |
|          | Championnat de Grèce              | Olympiakós Le Pirée                | Panathinaïkós Athènes           | [3–0]       |
|          | Championnat de Hongrie            | Sopron Basket                      | UNI Győr                        | [3–0]       |
|          | Championnat d’Irlande             | Glanmire BC                        | DCU Mercy Dublin                | 88–77       |
|          | Championnat d’Islande             | Valur Reykjavík (en)               | Keflavík Reykjanesbær (en)      | [3–1]       |
|          | Championnat d’Israël              | Elitzur Ramla                      | Maccabi Bnot Ashdod             | [3–2]       |
|          | LegA Basket Femminile             | Famila Schio                       | Virtus Bologne                  | [2–0]       |
|          | Championnat du Kosovo             | Bashkimi Prizren                   | KBF Priština                    | [3–2]       |
|          | LSBL Championships                | TTT Riga                           | Université Stradiņš de Riga     | [2–0]       |
|          | LMKL                              | Kibirkštis Vilnius                 | Klaipėdos Neptūnas              | [3–0]       |
|          | Championnat du Luxembourg         | BBC Grünewald H. Niederanven       | T71 Dudelange                   | [3–1]       |
|          | Championnat de Malte              | Starlites Naxxar BC                | Caffè MOAK Luxol                | [3–1]       |
|          | Championnat de Macédoine du Nord  | ŽKK Basket Kam Makedonska Kamenica | ŽKK Badel 1862 Skopje           | [3–0]       |
|          | PrvA League                       | KK Budućnost Podgorica             | ZKK Podgorica                   | [2–0]       |
|          | Championnat de Norvège            | Ulriken Eagles Bergen              | Bærum Basket Sandvika           | 66–46       |
|          | Championnat des Pays-Bas          | Grasshoppers Katwijk (en)          | BV Den Helder (en)              | [3–0]       |
|          | Basket Liga Kobiet                | AZS UMCS Lublin                    | CCC Polkowice                   | [3–2]       |
|          | Championnat du Portugal           | GD ESSA Barreiro                   | Benfica Lisbonne                | [2–1]       |
|          | Championnat de Roumanie           | ACS Sepsi SIC Sfântu Gheorghe (en) | CS Phoenix Știința Constanța    | [3–0]       |
|          | WBBL                              | London Lions                       | Leicester Riders (en)           | 57–41       |
|          | Superligue                        | UMMC Iekaterinbourg                | Dynamo Koursk                   | [3–0]       |
|          | Championnat de Slovaquie          | Piešťanské Čajky                   | Slávia Banská Bystrica          | [3–0]       |
|          | Championnat de Slovénie           | ŽKK Celje                          | KK Triglav Kranj                | [3–0]       |
|          | A League                          | Étoile rouge de Belgrade           | ŽKK Kraljevo                    | [3–0]       |
|          | Damligan                          | Luleå BBK                          | Södertälje BBK                  | [3–0]       |
|          | Championnat de Suisse             | Elfic Fribourg Basket              | Nyon Basket Féminin             | [3–0]       |
|          | Championnat de Tchéquie           | USK Prague                         | BK Žabiny Brno                  | [3–0]       |
|          | TBBL                              | Fenerbahçe İstanbul                | ÇBK Mersin                      | [3–0]       |
|          | Superligue                        | BK Frank Ivano-Frankivsk           | InterKhim-Sdiouschor Odessa     | championnat |
| Amérique |                                   |                                    |                                 |             |
|          | WNBA                              | Aces de Las Vegas                  | Liberty de New York             | [3–1]       |
|          | NCAA                              | Tigers de LSU                      | Hawkeyes de l'Iowa              | 102–85      |
| Asie     |                                   |                                    |                                 |             |
|          | WCBA                              | Sichuan Blue Wales Chengdu         | Mongolie-Intérieure Hohhot      | [2–1]       |
|          | WKBL                              | Asan Woori Bank Chuncheon (en)     | Busan BNK Sum (en)              | [3–0]       |
| Océanie  |                                   |                                    |                                 |             |
|          | WNBL                              | Fire de Townsville                 | Southside Flyers de Dandenong   | [2–0]       |

### Compétitions handibasket
| Pays                         | Compétition                  | Vainqueur                    | Finaliste                            | Résultat                     |
| Compétitions internationales | Compétitions internationales | Compétitions internationales | Compétitions internationales         | Compétitions internationales |
| ---------------------------- | ---------------------------- | ---------------------------- | ------------------------------------ | ---------------------------- |
| Europe                       | Ligue des Champions          | BSR Amiab Albacete           | RSB Thüringia Bulls                  | 77–73                        |
| Europe                       | EuroCup 1                    | ASD Santo Stefano Sport      | Bidaideak Bilbao BSR                 | 69–53                        |
| Europe                       | EuroCup 2                    | Fenerbahçe Göksel Çelik      | Deco Metalferro Amicacci Abruzzo     | 60–48                        |
| Europe                       | EuroCup 3                    | Hannover United              | Dinamo Lab Banco di Sardegna Sassari | 63–58                        |
| Compétitions nationales      |                              |                              |                                      |                              |
|                              | Élite Nationale              | Hornets Le Cannet            | Aigles du Puy-en-Velay               | 73–61                        |
|                              | Coupe de France              | Aigles du Puy-en-Velay       | Hornets Le Cannet                    | 72–63                        |